# Gracita Arrindell
Gracita R. Arrindell (Curaçao, 4 maart 1956) is een Sint Maartens politica en auteur. Van 2010 tot 2012, en van 2013 tot 2014 was zij voorzitter van Staten van Sint Maarten, en tevens de eerste voorzitter sinds de autonomie. Sinds november 2024 is zij gevolmachtigd minister van het eiland Sint Maarten in Nederland.

## Biografie
Arrindell werd in 1956 in Sint Maarten geboren en doorliep het Peter Stuyvesant College op Curaçao.. Ze studeerde aan politicologie aan de Radboud Universiteit en behaalde haar masterdiploma in 1987. In 1988 werd ze plaatsvervangend eilandssecretaris. Nadat ze beginjaren negentig zich weer op Sint Maarten had gevestigd trad zij in dienst van het eilandgebied Sint Maarten en werd later hoofd staatkundige zaken. Voor de voorbereidingen voor volledig intern zelfbestuur van het eiland werd zij in 1993 benoemd tot lid van de werkgroep staatkundige herstructurering. In 1994 was ze voorzitter van de Constitutionele Referendumcommissie die hetzelfde jaar een referendum organiseerde over de status van het land. In het referendum koos een meerderheid van de bevolking om bij de Nederlandse Antillen te blijven.
In 1999 deed Arrindell mee aan de verkiezingen voor de eilandsraad als lid van de Democratische Partij Sint Maarten, maar werd niet verkozen. In 2003 was ze oprichter en lijsttrekker van de People's Progressive Alliance (PPA), nadat ze uit de DP was gestapt. Tussen 2003 en 2007 was zij eilandsraadlid namens People's Progressive Alliance (PPA). In 2010 sloot de PPA een samenverwerkingsverband met de United People's Party (UP) voor de verkiezingen.
Op 10 oktober 2010 werd Arrindell gekozen als eerste voorzitter van Staten van Sint Maarten, en heeft tot 14 juli 2012 gediend. Tussen 24 juni 2013 en 9 oktober 2014 was ze nogmaals voorzitter. Tijdens haar voorzitterschap was zij tevens voorzitter van de PPA. Ze heeft strijd geleverd tegen het nepotisme op het eiland. Bij de verkiezingen in 2014 stond ze op positie 2 op de UP-lijst en behaalde ze 139 stemmen, 66 te weinig om herkozen te worden in het parlement. Bij de verkiezingen in 2016, 2018 en 2020 was zij lijsttrekker van de PPA. De partij behaalde in deze drie verkiezingen geen statenzetel.
Op 3 mei 2024 werd Arrindell plaatsvervangend gevolmachtigd minister van Sint Maarten in het Kabinet-Mercelina I. Vanaf juni nam ze gevolmachtigd minister Patrice Gumbs waar die teruggeroepen was om de functie van minister van VROMI waar te nemen. Vanaf 26 november 2024 werd Arrindell gevolmachtigd minister van Sint Maarten in het Kabinet-Mercelina II.
Arrindell is ook actief als schrijver, en heeft onder andere Looking Back to Move Forward geschreven met een collectie van toespraken van voormalige minister-presidenten van de Antillen, en samen met M. Wolters A study of new organization structures in large municipalities. Ze is voorzitter van de Peridot Foundation tegen huiselijk geweld op de SSS-eilanden. Ze was voorzitter van de Raad van Commissarissen van Princess Juliana International Airport.